# Réseau Prosper-PHYSICIAN
Le réseau Prosper-PHYSICIAN fut un des réseaux de Résistance créés en France par la section F du Special Operations Executive (SOE), pendant la Seconde Guerre mondiale.

## Autres appellations
- PROSPER : c'est le nom de guerre de Francis Suttill. C'est sous ce nom de PROSPER que le réseau est enregistré  aux archives du SHD à Vincennes.
- PHYSICIAN : c'est le nom de code opérationnel de Francis Suttill, nom utilisé par la RAF. PHYSICIAN veut dire médecin en anglais.
- PROSPER-BUCKMASTER : le nom Buckmaster est celui du chef de la section F à Londres.

## Missions
Les missions du réseau étaient de type « action » : parachutages, sabotages, recrutement et instruction de groupes de choc, armement et encadrement des résistants.

## Période d'activité
- Durée : 9 mois.
- Début : 2 octobre 1942, date du premier parachutage de Francis Suttill.
- Fin : 24 juin 1943, date de l'arrestation de Francis Suttill à Paris, prélude à l'effondrement général du réseau et de ses sous-réseaux, dans les semaines qui suivirent.

## Protagonistes

### Responsables
L'équipe de direction du réseau était constituée d'officiers formés en Angleterre et parachutés en France ; ils ont tous été arrêtés par le SD, déportés et exécutés dans des camps de concentration nazis en Allemagne :
| Fonction                 | Nom             | Alias Field name— Code opérationnel | Nom de code du plan pour la centrale radio | Période d’activité pour le réseau                                               | Exécution                          |
| ------------------------ | --------------- | ----------------------------------- | ------------------------------------------ | ------------------------------------------------------------------------------- | ---------------------------------- |
|                          |                 |                                     |                                            | par. : parachuté arr. : arrêté                                                  | Date Camp                          |
| Chef de réseau           | Francis Suttill | Prosper—PHYSICIAN                   |                                            | par. le 2 octobre 1942 arr. le 24 juin 1943                                     | 23 mars 1945 Sachsenhausen         |
| Premier opérateur radio  | Gilbert Norman  | Archambaud—BUTCHER                  | BUTCHER                                    | par. le 1er novembre 1942 arr. le 24 juin 1943                                  | 6 septembre 1944 Mauthausen        |
| Courrier                 | Andrée Borrel   | Denise—WHITEBEAM                    |                                            | par. le 25 septembre 1942 arr. le 24 juin 1943                                  | 6 juillet 1944 Natzweiler-Struthof |
| Deuxième opérateur radio | Jack Agazarian  | Marcel—GLAZIER                      | USHER                                      | par. le 29 décembre 1942 fin d’activité le 16 juin 1943 arr. le 26 juillet 1943 | 29 mars 1945 Flossenbürg           |

À noter le rôle éphémère de James Amps « Thomas », parachuté avec Francis Suttill, mais qui abandonna rapidement sa mission.

### Agents

#### Quelques noms
De nombreux agents, notamment d'anciens membres du réseau CARTE (en déclin fin 1942), furent recrutés sur place, et jouèrent un rôle au sein de groupes locaux. Citons :
- Guillaume Abgrall, à Bazemont ;
- Alfred Balachowsky « Serge », chef du groupe de l'École d'agriculture de Grignon ;
- Jean Baudin ;
- Jacques Bureau, technicien radio à Paris ;
- Jean-Michel Cauchy « Paul », à Falaise ;
- Pierre Culioli « Adolphe », chef d'un groupe en Sologne souvent désigné sous le vocable de réseau ADOLPHE ;
- Georges Darling, chef d'un groupe à Trie-Château ;
- Henri Garry « Phono », chef d'un sous-réseau ;
- Pierre Geelen, chef d'un groupe dans les Ardennes ;
- Marcel Gouju, chef d'un groupe à Évreux ;
- Armel Guerne « Gaspard », devenu second du réseau auprès de Francis Suttill ;
- Maurice Lequeux, chef d'un groupe dans le Loiret ;
- Abbé Émile Pasty, à Baule (Loiret) ;
- Marcel Bühler, à Blois (Loir-et-Cher) ;
- Marcel Sailly ;
- Germaine Tambour « Annette », à Paris.

#### Statistiques
Réseau Prosper, hormis le groupe Adolphe
Le réseau a compté 144 agents P2, se répartissant comme suit :
- 2 chefs de mission de 2e classe ;
- 8 chargés de mission de 1re ;
- 15 chargés de mission de 2e classe ;
- 115 chargés de mission de 3e classe ;
- 1 chargé de mission de 4e classe ;
- 3 chargés de mission de 5e classe.

Il a compté aussi 376 agents P1 et 495 agents O.
Parmi les agents P2, il y eut 4 tués, 68 déportés décédés, 54 déportés rapatriés, 10 internés et 8 P2 effectifs.
Groupe Adolphe
Ont été comptabilisés 75 agents P2, 190 agents P1 et 21 agents O
Total
1301 agents : 219 agents P2, 566 agents P1 et 516 agents O.

## Secteur géographique
L'état-major du réseau se situait à Paris.
Des équipes de parachutage ont été formées :
- en France, dans 14 départements : Aisne, Ardennes, Aube, Calvados, Eure, Haute-Marne, Loir-et-Cher, Loire-Atlantique, Loiret, Oise, Orne, Sarthe, Seine-Inférieure, Yvelines ;
- en Belgique, dans les Ardennes belges.

## Réalisations

### Sabotages
- 27 mars 1943. Chaingy. Destruction de 24 pylônes, avec leurs câbles. Interruption de l'électricité pendant une journée. 40 000 litres de pétrole déversés.
- Mars 1943. Paris. Un train de produits alimentaires au départ pour l'Allemagne incendié et détruit.
- Mars 1943. Près de Blois. Déraillement de trois trains de soldats : 43 Allemands tués, 110 blessés.
- Mars 1943. Paris. Bombes au ministère de la Marine (deux bâtiments).
- Mars 1943. Paris. Bombes incendiaires contre le quartier général des archives, rue François-1er.
- 5 avril 1943. Chaingy. Nouvelle attaque du transformateur. Coupure de toutes les lignes à haute tension, dont une vers Paris ; ligne Chaingy-Éguzon sérieusement endommagée ; déraillement de trois trains de marchandises (Orléans-Vierzon, Vierzon-Tours, Blocs-Villefranche).
- Mai 1943. Deux grenades jetées dans un autocar d'officiers allemands : au moins 30 morts.
- 13 mai 1943. Étrépagny. Attaque de la distillerie des Sucreries Sayat : 6 millions de litres d'alcool détruits.
- 4 juin 1943. Saint-Ouen-l'Aumône. Attaque d'une autre distillerie : bâtiments endommagés, destruction de 14 millions de litres d'alcool et de la totalité des réserves de mélasse.

### Parachutages
Le réseau organisa plusieurs dizaines de parachutages. Le tableau suivant donne la localisation des terrains utilisés  :
| Période | Lieu-dit            | Commune                | Département     | Latitude      | Longitude    |
| ------- | ------------------- | ---------------------- | --------------- | ------------- | ------------ |
| 1942    |                     |                        |                 |               |              |
|         | Bois-Renard         | Nouan-sur-Loire        | Loir-et-Cher    | 47° 40′ 10″ N | 1° 35′ 39″ E |
|         | La Crepellerie      | Saché                  | Indre-et-Loire  | 47° 12′ 55″ N | 0° 33′ 00″ E |
|         | Le Génétray         | Étrépagny              | Eure            | 49° 20′ 40″ N | 1° 36′ 05″ E |
| 1943    |                     |                        |                 |               |              |
|         | Champ-Failly        | Neuvy-en-Champagne     | Sarthe          | 48° 03′ 50″ N | 0° 01′ 09″ E |
|         | Le Pré              | Flavacourt             | Oise            | 49° 19′ 44″ N | 1° 51′ 02″ E |
|         | Bois de Saint-Lomer | Thenay                 | Loir-et-Cher    | 47° 24′ 28″ N | 1° 19′ 59″ E |
|         | L'Anglochère        | Baule                  | Loiret          |               |              |
|         | Miraillon           | Chaumont-sur-Tharonne  | Loir-et-Cher    | 47° 34′ 31″ N | 1° 54′ 44″ E |
|         | La Rouge-Mare       | Neuf-Marché            | Seine-Maritime  | 49° 24′ 56″ N | 1° 41′ 45″ E |
|         | Le Petit Bois       | Bois-Jérôme-Saint-Ouen | Eure            | 49° 06′ 39″ N | 1° 33′ 21″ E |
|         |                     | Méru                   | Oise            |               |              |
|         | Forêt de Thelle     | Lalandelle             | Oise            | 49° 22′ 46″ N | 1° 50′ 26″ E |
|         |                     | Meung-sur-Loire        | Loiret          | 47° 49′ 21″ N | 1° 40′ 04″ E |
|         | Le Monty            | Muno                   | Ardennes belges | 49° 43′ 10″ N | 5° 09′ 32″ E |
|         |                     | Origny-en-Thiérache    | Aisne           | 49° 54′ 23″ N | 4° 02′ 56″ E |
|         | Le Roncey           | Bazemont               | Yvelines        | 48° 56′ 18″ N | 1° 53′ 10″ E |
|         |                     | Falaise                | Calvados        | 48° 53′ 40″ N | 0° 16′ 53″ E |
|         |                     | Chuelles               | Loiret          |               |              |
|         | Les Marais          | Neaufles-Saint-Martin  | Eure            | 49° 16′ 18″ N | 1° 43′ 43″ E |
|         | Les Groux (?)       | Trie-Château           | Oise            | 49° 16′ 36″ N | 1° 51′ 09″ E |
|         | Les Motteux         | Chaumont-sur-Tharonne  | Loir-et-Cher    | 47° 26′ 58″ N | 1° 10′ 44″ E |
|         | Bois de Juchepie    | Mareuil-sur-Cher       | Loir-et-Cher    | 47° 15′ 47″ N | 1° 16′ 38″ E |
|         |                     |                        | Ardennes        |               |              |
|         | Château d'Eporcé    | La Quinte              | Sarthe          |               |              |

### Atterrissages
Les atterrissages et les ramassages d'agents étaient effectués, notamment au profit du réseau Prosper, par Henri Déricourt, chef du réseau FARRIER.

### Liaisons radio avec Londres
Les émissions-réceptions radio étaient assurées par Gilbert Norman et Jack Agazarian, à partir de dix lieux d'émission. Les émissions étaient quotidiennes.
Voici quelques exemples de messages BBC :
- « Les genêts sont fleuris dans le jardin »
- « Après les fraises, les framboises »
- « Il faut compter les marches de la Tour Eiffel »
- « Quand les lilas refleuriront »
- « Archibald aura dix ministres »
- « La morue est salée »
- « Halte-là qu'on vous attrape »
- « Ils seront toujours verts »
- « Prenez garde au lion perdu »
- « Congestion à la gare de Lyon »
- « On plombe la dent du Midi »

## Effondrement du réseau

### Circonstances de l'effondrement
Arrestations
Juin 1943
- Le 6, à Paris : Edward Wilkinson, chef du réseau PRIVET.
- Le 21, Loir-et-Cher, groupe ADOLPHE : Pierre Culioli, Yvonne Rudellat, John Macalister, Frank Pickersgill, Roger Couffrant.
- Le 24, Paris : Francis Suttill, Gilbert Norman, Andrée Borrel.
- Le 26, Trie-Château (Oise ouest) : Georges Darling.
- Le 29, Eure : à Neaufles-Saint-Martin, Alexandre Laurent, Antonine Laurent, Jules Villegas, Olga Villegas, Sylvain Sénécaux, Pauline Sénécaux, Michel Sénécaux.

Juillet 1943
- Le 1er, Paris : Armel Guerne, Jean Worms.
- Le 1er, Bazemont (S&O) : Guillaume Abgrall.
- Le 1er, Falaise (Calvados) : Jean-Michel Cauchy, Marie Cauchy.
- Le 2, Viroflay : Alfred Balachowsky.
- Le 14, Paris : Jacques Bureau.

Août 1943
- Le 2, Auffargis : William Grover-Williams.

Septembre 1943
- Le 7, Paris :  Jean Bouguennec, Marcel Fox, Marcel Rousset.

Octobre 1943
- Le 13, Paris : Noor Inayat Khan.
- Le 18, Paris : Henri Garry.

### Conséquences de l'effondrement
Il n'y eut pas de suite directe au réseau Prosper après son effondrement. Lors de la dernière semaine de juin 1943, plusieurs tentatives furent engagées pour sauver ce qui pouvait l'être encore. Le 27, Jean Worms proposa à Londres de s'y consacrer en prenant la tête des restes du réseau, mais cela lui fut refusé. Le 30, quatre chefs de réseau se réunirent à Paris pour discuter des mesures de sécurité : Gustave Biéler « Guy » (chef du réseau MUSICIAN dans l'Aisne), Michael Trotobas « Sylvestre » (chef du réseau FARMER à Lille), Marcel Fox « Ernest » (chef du réseau PUBLICAN en Seine-et-Marne), Jean Worms « Robin » (chef du réseau JUGGLER), avec Armel Guerne « Gaspard » (adjoint de Francis Suttill) et sa femme, ainsi qu'avec la comtesse de La Rochefoucauld.
Plusieurs témoignages évoquent un accord conclu fin juin entre le SD (Hans Kieffer) et Gilbert Norman et approuvé par Berlin, selon lequel, en échange de la livraison des dépôts d'armes, les Allemands promettaient que les agents arrêtés auraient la vie sauve jusqu'à la fin du conflit. De nombreux dépôts furent effectivement livrés, mais les Allemands exécutèrent de nombreux agents.
Durant l'été 1943, les Allemands procédèrent à une grande quantité d'arrestations (plusieurs centaines d'agents et de résistants), atteignant non seulement les membres du réseau Prosper lui-même et de ses groupes locaux, mais aussi ceux d'autres réseaux qui opéraient, malgré les règles de sécurité édictées, en relation étroite d'association ou de dépendance avec lui : BUTLER, CHESTNUT, JUGGLER, PHONO, PUBLICAN, SATIRIST. D'autres réseaux interrompirent leurs activités, tels que BRICKLAYER, TINKER et SCIENTIST. Finalement, à l'automne 1943, la section F ne disposa plus que de trois réseaux actifs en zone nord : Jean-Marie-DONKEYMAN d’Henri Frager dans l'Yonne, Sylvestre-FARMER de Michael Trotobas dans le Nord et Guy-MUSICIAN de Gustave Biéler dans l'Aisne.
Les Allemands, dès qu'ils avaient arrêté des opérateurs-radio et mis la main sur leurs équipements et leurs codes, purent engager plusieurs jeux radio qui conduisirent à l'envoi d'agents directement dans leurs mains. On n'a pas connaissance d'opérateur radio qui ait été retourné. On sait, en tout cas que, même s'il a conclu un arrangement avec Hans Kieffer, Gilbert Norman s'est arrangé pour faire comprendre à la section F qu'il n'émettait pas librement, et il l'a fait selon la méthode prescrite par le service (absence du deuxième contrôle de sécurité dans les messages).

### Causes de l'effondrement
Les historiens s'accordent pour reconnaître plusieurs causes à l'effondrement du réseau :
- une difficulté de respecter les règles de sécurité, notamment le cloisonnement strict entre réseaux, accentuée par la taille croissante du réseau (effectifs, couverture géographique, activité) ainsi que par la pénurie d'opérateurs radio ;
- l'habileté du Sicherheitsdienst à préparer soigneusement son intervention en accumulant les renseignements pendant plusieurs mois, et à intervenir simultanément partout avec méthode ;
- le double jeu d'Henri Déricourt « Gilbert », qui, en tant qu'organisateur des ramassages par avion de la section F, a livré à la Gestapo - pour lui permettre d'en faire des copies - l'ensemble du courrier qu'il avait pour mission d'acheminer à Londres ou d'en ramener. Sous le nom de code BOE 48, il était agent personnel de Karl Bömelburg, le chef de la Gestapo en France qu'il avait connu avant guerre à Paris. Ainsi, au début des arrestations, le niveau de connaissance des Allemands sur le réseau était très approfondi sur l'organigramme, les noms et les rôles des agents, leurs adresses et les lieux des parachutages et, à un moindre degré, sur les lieux de stockage d'armes et sur les activités des groupes. La réalité de la trahison de Déricourt a été confirmée lors de son procès en 1948, de l'aveu même de Nicolas Bodington venu témoigner en sa faveur pour affirmer que le travail de Déricourt pour les Allemands était connu et accepté à Londres, et obtenant par son témoignage l'acquittement.

En revanche, les historiens restent partagés sur la réalité d'une hypothèse complémentaire, dont les preuves directes restent difficiles à réunir en l'absence de l'aide officielle britannique : l'Intelligence Service aurait délibérément laissé le réseau s'effondrer, voire aurait provoqué son effondrement à l'insu de la section F, probablement dans le cadre d'une opération de mystification élaborée par la LCS (plan COCKADE/STARKEY) ; la mystification consistait à faire croire aux Allemands à un débarquement dans le Pas-de-Calais soi-disant prévu pour le 9 septembre 1943 et à leur faire maintenir des divisions dans cette région au détriment du front russe. L'avantage stratégique temporaire résultant d'une telle mystification, si les Allemands s'y laissaient prendre, aurait été, conformément à un engagement pris par Churchill envers Staline, de soulager la pression militaire allemande sur le front russe. À l'appui de cette thèse, qui ferait de Déricourt un agent triple (SOE, Gestapo, MI6), on avance :
- la très importante augmentation de l'activité de parachutage d'armes livrées au réseau au mois de juin 1943.
- le rôle ambigu de Nicolas Bodington (numéro 2 de la section F du SOE), qui aurait travaillé pour l'Intelligence Service, en l'occurrence pour Claude Dansey (numéro 2 de l'Intelligence Service). En juillet 1943, il conclut à l'absence de tout contact de Déricourt avec les Allemands. Et lors du procès de Déricourt en juin 1948, il affirma exactement le contraire.
- le fait que Nicolas Bodington, Henri Déricourt et Karl Bömelburg, le chef de la Gestapo en France, se connaissaient bien, pour avoir travaillé ensemble avant la guerre à Paris.

Les étapes de l'émergence de cette thèse sont les suivantes :
- en 1958, parution en Angleterre des livres de Jean Overton Fuller et d'Elisabeth Nicholas, évoquant certains échecs du SOE en France et aux Pays-Bas.
- le 12 novembre 1958, interpellation du gouvernement par Dame Irene Ward à la chambre des communes, demandant que toute la lumière soit faite sur les trahisons, évoquées dans les deux livres, qui ont amené l'arrestation de nombreux agents, et poussant le gouvernement à commander à un historien l'écriture d'un livre sur l'histoire des activités du SOE en France. Le 1er décembre 1958, Maurice Buckmaster est interviewé à la télévision : il révèle qu'en soutenant Henri Déricourt lors de son procès, Nicolas Bodington avait agi à titre personnel, sans avoir été aucunement accrédité pour cela.
- en 1966, publication du livre de Michael R. D. Foot. Il n'a pas eu l'autorisation de rencontrer d'anciens agents. C'est la version « officielle » des événements, publiée par Her Majesty’s Stationary Office. La même année, publication du livre de E. H. Cookridge, apportant quelques éléments nouveaux.
- en 1975, exposé de l'hypothèse par Anthony Cave Brown. La même année, Anthony Eden, répondant à une question sur le réseau Prosper déclare :

« Je suis au courant de l'affaire du SOE en France… C'est une affaire très pénible, et pourtant glorieuse, de cette guerre sur laquelle la vérité n'a jamais pu être dite. Des officiers ont accepté de se sacrifier volontairement pour permettre au débarquement en France de réussir, et d'être ensuite méprisés par le public et oubliés, alors qu'ils avaient, avec plusieurs centaines de leurs camarades français, fait preuve du plus grand courage et qu'ils méritaient les plus grands honneurs. Mais le silence était nécessaire. C'est là un triste souvenir de cette époque qui nous reste sur le cœur. Tout cela n'avait pour raison d’être que l'importance extrême de l'enjeu : la réussite du débarquement en France. »
- en 1977, publication en Australie du livre de John Vader, Prosper double-cross, qui relate ses entretiens avec Armel Guerne en 1973. La publication avait été empêchée en Angleterre.
- en 1984, réédition du livre de Michael R. D. Foot, sans apports nouveaux sur les causes de l'effondrement du réseau.
- en 1986, au cours d'une émission télévisée de BBC2, All the King's Men de Robert Marshall (Timewatch special, 1er mai 1986, 8:00 p.m.), l'hypothèse est énoncée au grand public. Cela provoque de vives réactions. Reprise par The Observer, l'hypothèse est présentée par Jean Planchais dans le journal Le Monde du 6 mai 1986. Dès lors, elle est régulièrement reprise : Jean Lartéguy et Bob Maloubier (1992), Jacques Bureau (1992), Rémi Kauffer (Historia, août 1999), Richard Seiler (2003), etc.
- en 2002, publication de la traduction française du livre de John Vader.
- en 2004, publication de la version révisée du livre de M.R.D. Foot.
- en 2008, publication de la traduction française du livre de Michael R. D. Foot, chez Tallandier, après 42 ans d'interdiction par décision du Foreign Office.
- En 2022, dans son ouvrage L'Armée du silence, l'historien Guillaume Pollack, qui a consulté les archives françaises et anglaises sur le sujet, réfute l'hypothèse d'une conspiration pour anéantir le réseau Prosper-Physician. L'explication de la tragédie se trouverait, selon cet historien, dans l'efficacité des services de répression allemand et dans l'effondrement physique et moral des agents.

## Liquidation
- Nom du liquidateur, après la guerre : Renée Guépin

### Sources et liens externes
- Archives SHD : cote 17 P 41, PROSPER ; cote 17 P 3, ADOLPHE.
- Lt. Col. E.G. Boxshall, Chronology of SOE operations with the resistance in France during world war II, 1960, document dactylographié (exemplaire en provenance de la bibliothèque de Pearl Witherington-Cornioley, consultable à la bibliothèque de Valençay). Voir sheet 2, PHYSICIAN PROSPER CIRCUIT.
- Richard Seiler, La Tragédie du Réseau Prosper, Pygmalion, 2003,  (ISBN 2-85704-804-1)
- (en) Churchill's Secret Army, documentaire écrit et présenté par Sebastian Faulks, a Carlton Production for Channel Four, 2000.
- Francis J. Suttill
  - Le Réseau Prosper-PHYSICIAN et ses activités dans la région Centre, in « Résistances en Touraine et en région Centre », hors-série no 3, actes du colloque « Le SOE (Service secret britannique) - Les Réseaux Buckmaster en région Centre durant la Seconde Guerre mondiale » tenu à Tours le 14 avril 2010, association ÉRIL (Études sur la Résistance en Indre-et-Loire), juillet 2010  (ISBN 978-2-9536350-0-3).
  - avec Michael R. D. Foot, (en) SOE's Prosper Disaster of 1943, article in « Intelligence and National Security », février 2011.
  - SOE contre Gestapo. La véritable histoire du major Suttill et du réseau français de résistance Prosper, Metvox Publications, 2018, 2019  (ISBN 979-10-94787-40-3).
  - (en) Was the Prosper French resistance circuit betrayed by the British in 1943?, Intelligence and National Security, published online:27 Dec 2022, DOI: lien.
- Association pour des études sur la Résistance intérieure (AERI), Mentir ? Jacques Bureau, DVD édité par La Documentation française, 2011. (Témoignage de Jacques Bureau, en faveur de l'hypothèse du sacrifice volontaire du réseau Prosper par Londres.)
- (en) Robert Marshall, All The King’s Men - The Truth Behind SOE’s Greatest Wartime Disaster, Collins, 1988  (ISBN 0 00 217786 2)